# Sint-Floriaankerk (Sillenstede)
De Sint-Floriaankerk (Duits: Sankt Floriankirche) is een kerkgebouw uit het midden van de 12e eeuw in Sillenstede in de Duitse deelstaat Nedersaksen. Het is het grootste en best bewaarde granieten kerkgebouw van de Landkreis Friesland. De kerk werd gewijd aan Sint-Floriaan, die werd aangeroepen bij watersnood.

## Beschrijving
Zoals veel andere kerken in de regio staat de Floriaankerk op een warft, een kunstmatig opgeworpen verhoging in het landschap. Het gebouw is geheel van granietblokken opgetrokken en de muren worden slechts onderbroken door eenvoudige portalen en hooggelegen, smalle rondboogvensters.
De kerk is 44 meter lang en 13 meter breed en de hoogte van het muurwerk bedraagt 11 meter. Aan de oostzijde bevindt zich een apsis. De vrijstaande klokkentoren werd opgetrokken van graniet, bak- en tufsteen, bouwmateriaal dat afkomstig was van de voorganger van het huidige kerkgebouw.
De ter plekke gehalveerde granietblokken vormen een buiten- en een binnenschil, waarbij de vlakke splijtvlakken naar buiten zijn gericht en de bolle kanten naar binnen. De tussenruimte werd met puin gevuld. Het muurwerk bereikt daarmee een dikte van 1,4 meter. Ter versteviging werden de muren bezet met muurankers.

## Interieur
De kerk maakt indruk door een goed bewaard interieur. Een grote triomfboog verdeeld het kerkschip en de koorruimte. Het balkenplafond is geheel beschilderd en de rest van de kerk is eveneens voorzien van vrolijk schilderwerk. Vermeldenswaard zijn:
- een uit eiken vervaardigd laatgotisch vleugelaltaar uit de jaren 1515-1520 dat in open stand het lijden van Christus uitbeeldt (in gesloten stand worden de vier evangelisten getoond);
- de grote triomfboog met aan weerszijden romaanse ciboria en hoog in de muur aan elke zijde een viertal nissen met heiligenbeelden;
- een 13e-eeuws doopbekken;
- de kansel, waarvan de oudste delen uit de 17e eeuw stammen, op de kuip worden de vier evangelisten voorgesteld;
- muurschilderingen uit diverse stijlperiodes;
- het Adam Berner-orgel van 1757 met een hoog aantal historische pijpen[1].

## Afbeeldingen

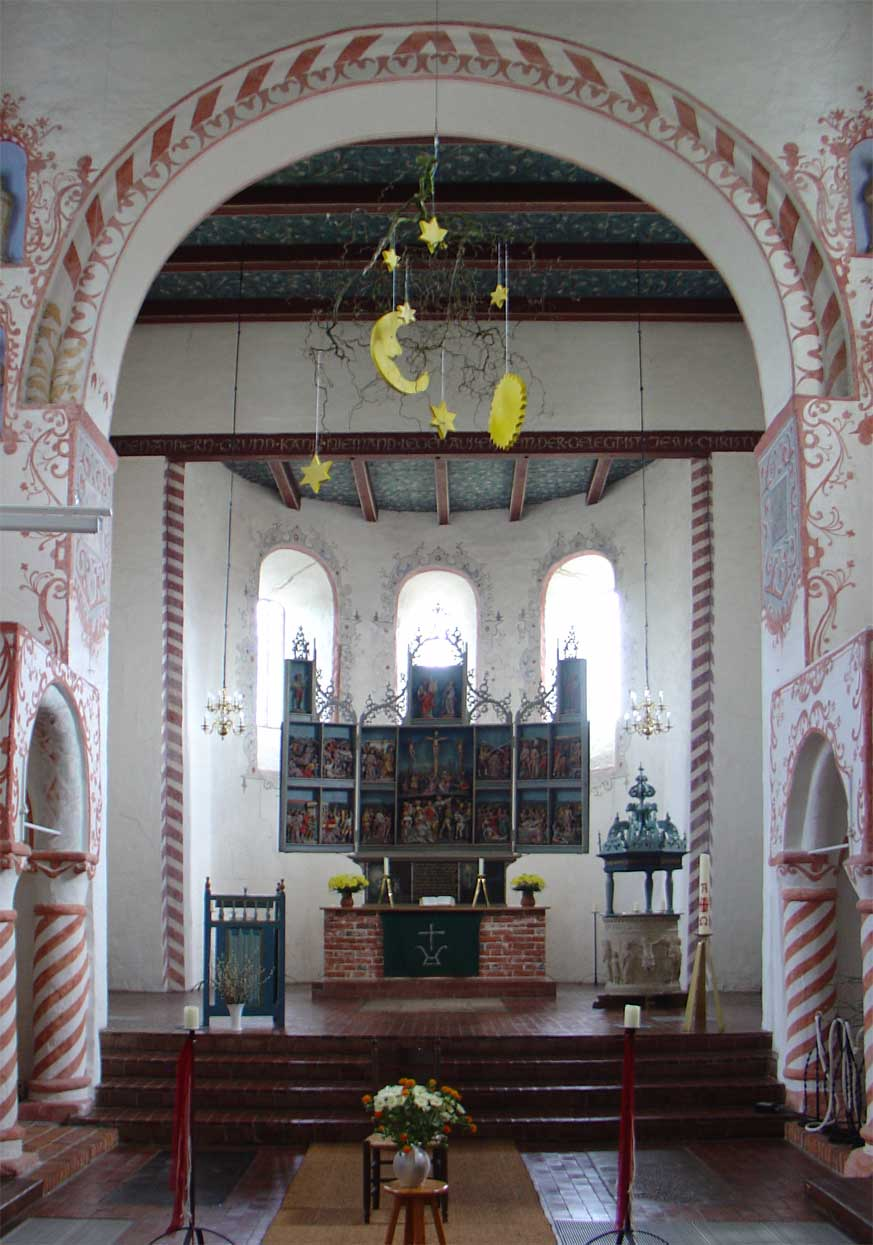
Triomfboog
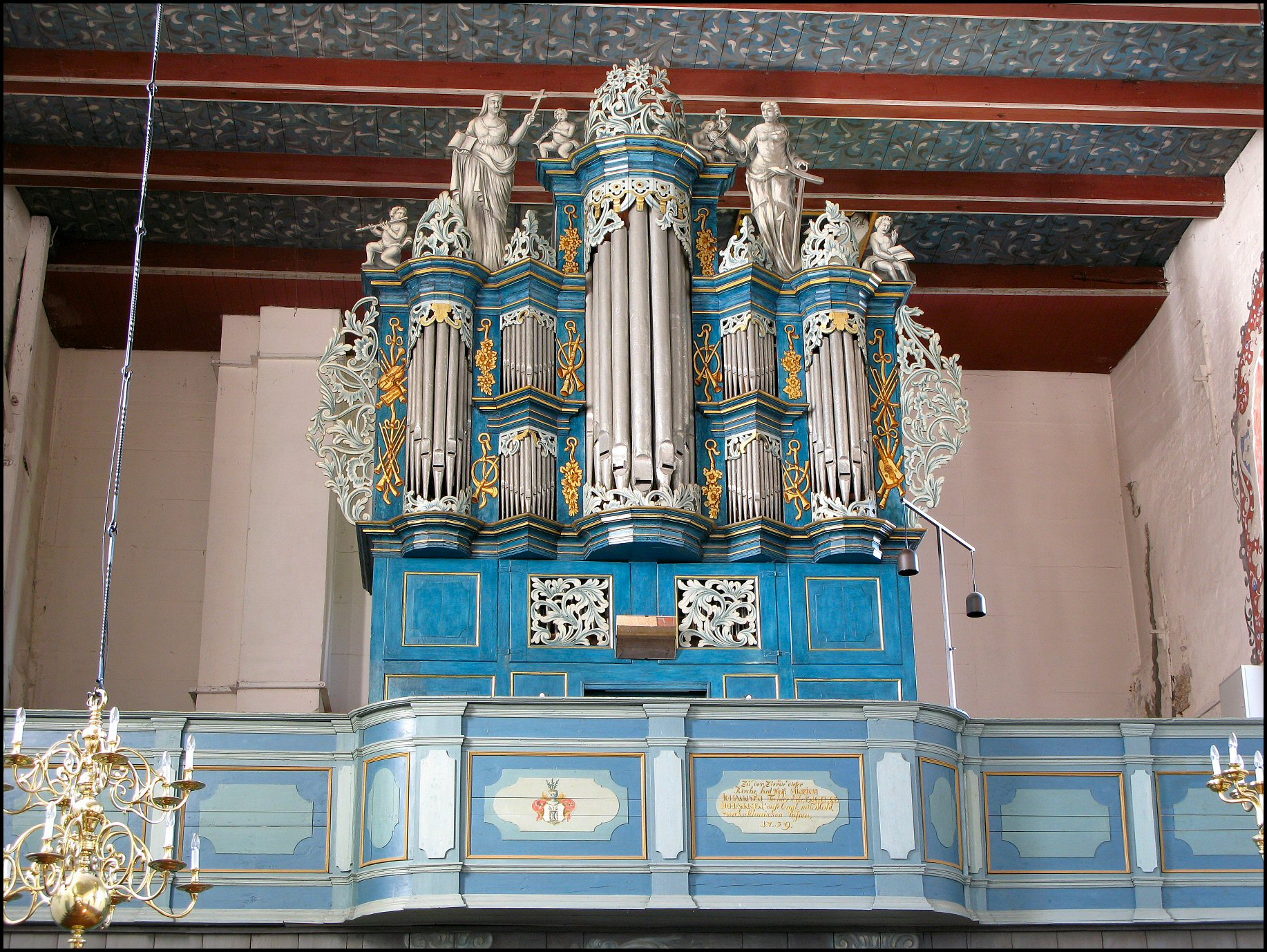
Orgel
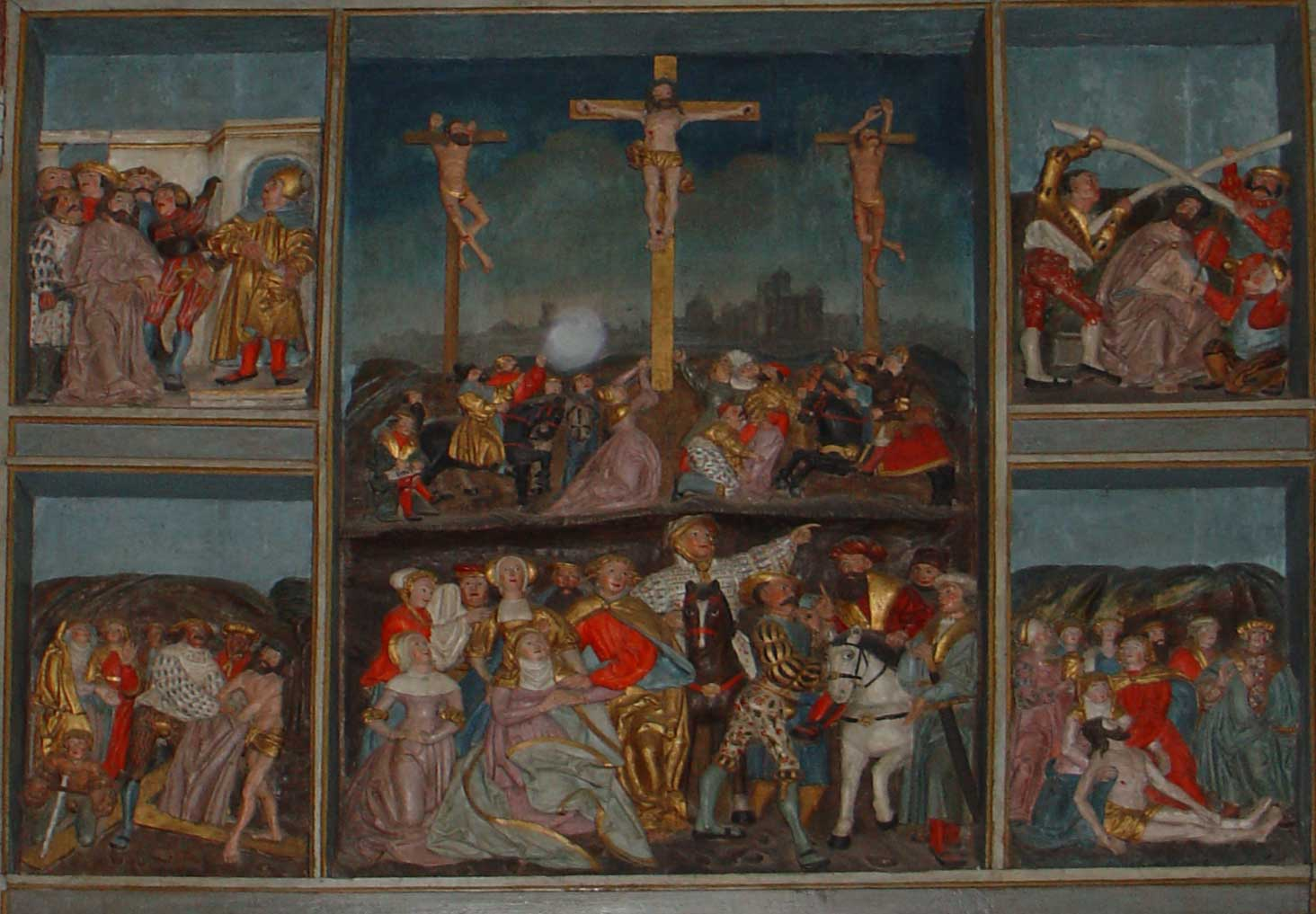
Retabel